# (264) Libussa
(264) Libussa est un astéroïde de la ceinture principale.

## Description
(264) Libussa est un astéroïde de la ceinture principale découvert par C. H. F. Peters le 22 décembre 1886. 

## Nom
L'astéroïde est nommé en référence à Libussa (Libuše), la légendaire fondatrice de la ville de Prague.

## Compléments